# Trollhättan (Gemeinde)
Koordinaten: 58° 17′ N, 12° 18′ O

Die Gemeinde Trollhättan in der schwedischen Provinz Västra Götalands län (historisch Västergötland) etwa 55 km nordöstlich von Göteborg. Hauptort ist die Stadt Trollhättan, weitere Ortschaften sind Sjuntorp, Skogshöjden, Upphärad, Väne-Åsaka, Velanda sowie weitere kleinere Dörfer.

## Städtepartnerschaften
Trollhättan listet vier Partnerstädte auf:
| Stadt        | Land     |
| ------------ | -------- |
| Hjørring     | Dänemark |
| Kerava       | Finnland |
| Kristiansand | Norwegen |
| Reykjanesbær | Island   |